# ACT Nova Zelanda
ACT Nova Zelanda (en anglès: ACT New Zealand) és un partit polític neozelandès amb representació parlamentària. És un partit d'ideologia liberal clàssica i llibertària.

## Història
Va ser fundat el 1994 per Roger Douglas i Derek Quigley després de la fundació d'un grup anomenat Associació de Consumidors i Pagadors d'Impostos (Association of Consumers and Taxpayers; ACT).
El partit ha tingut escons a la Cambra de Representants des de les eleccions de 1996 quan aquest guanyà vuit escons. En 2011 ACT Nova Zelanda tenia tan sols un escó, aquest escó essent ocupat pel seu líder John Banks. El 3 d'octubre de 2014, Jamie Whyte va dimitir com a líder del partit en no aconseguir escó a les eleccions generals neozelandeses de 2014, i el va rellevar l'únic diputat del partit, David Seymour.
A les eleccions generals neozelandeses de 2020 va incrementar notablement el suport electoral aprofitant la crisi del Partit Nacional de Nova Zelanda.
ACT es va convertir en membre minoritari des de les eleccions generals neozelandeses de 2023 del govern de coalició del Partit Nacional de Nova Zelanda i Nova Zelanda Primer encapçalat per Christopher Luxon, i creu que el Tractat de Waitangi ha donat lloc a una societat en què els maorís han rebut diferents drets i privilegis als no maorís a Nova Zelanda, presentant una proposta de llei que fou derrotada per 112 a 11 en abril de 2025. El 31 de maig de 2025, David Seymour es va convertir en vicepresident del govern de Luxon, rellevant Winston Peters de Nova Zelanda Primer tal com s'havia acordat en el pacte de govern.

## Resultats electorals
| Any  | Candidats | Candidats | Escons   | Vots    | %    | Pos. | Govern                   |
| Any  | Elect.    | Llista    | Escons   | Vots    | %    | Pos. | Govern                   |
| ---- | --------- | --------- | -------- | ------- | ---- | ---- | ------------------------ |
| 1996 | 65        | 56        | 8 / 120  | 126,442 | 6.10 | 5è   | Oposició                 |
| 1999 | 61        | 65        | 9 / 120  | 145,493 | 7.04 | 4t   | Oposició                 |
| 2002 | 56        | 60        | 9 / 120  | 145,078 | 7.14 | 4t   | Oposició                 |
| 2005 | 56        | 59        | 2 / 121  | 34,469  | 1.50 | 7è   | Oposició                 |
| 2008 | 58        | 61        | 5 / 122  | 85,496  | 3.65 | 4t   | Suport extern            |
| 2011 | 50        | 55        | 1 / 121  | 23,889  | 1.07 | 7è   | Suport extern            |
| 2014 | 39        | 41        | 1 / 121  | 16,689  | 0.69 | 6è   | Suport extern            |
| 2017 | 36        | 39        | 1 / 120  | 13,075  | 0.50 | 5è   | Oposició                 |
| 2020 | 57        | 57        | 10 / 120 | 219,030 | 7.58 | 4t   | Oposició                 |
| 2023 | TDB       | TDB       | 11 / 121 | 202,664 | 8.98 | 4t   | Coalició (PNZ, ACT, NZP) |

## Líders
|   | Líder           | Imatge        | Termini      |
| - | --------------- | ------------- | ------------ |
| 1 | Roger Douglas   | Roger Douglas | 1994-1996    |
| 2 | Richard Prebble |               | 1996-2004    |
| 3 | Rodney Hide     | Rodney Hide   | 2004-2011    |
| 4 | Don Brash       | Don Brash     | 2011         |
| 5 | John Banks      | John Banks    | 2012-2014    |
| 6 | Jamie Whyte     |               | 2014         |
| 7 | David Seymour   |               | 2014-Present |

## Presidents
| Nom                | Termini      |
| ------------------ | ------------ |
| Rodney Hide        | 1994-1996    |
| Roger Douglas      | 1996-2001    |
| Catherine Isaac    | 2001-2006    |
| Garry Mallett      | 2006-2009    |
| Michael Crozier    | 2009-2010    |
| Chris Simmons      | 2010-2013    |
| John Boscawen      | 2013-2014    |
| John Thompson      | 2014–2017    |
| Ruwan Premathilaka | 2017–2019    |
| Tim Jago           | 2019–2023    |
| Henry Lynch        | 2023-Present |